# ポンチ絵
ポンチ絵（ポンチえ）とは、日本の明治時代に流行した絵の一種である。おもに新聞や時事雑誌に掲載された、滑稽な風刺画で、現代で言う1コマ漫画の一種に相当する。大正時代には「コマ割り」や「キャラクター」などの革新的な手法を取り入れた漫画が「漫画」の名称で普及したため、昭和初年になると、「ポンチ絵」とは昔の古臭い単純な漫画のことを指すようになった。
そこから転じて、製品設計の現場において、工業製品の構想や設計図の下描きなどを単純な漫画のような絵で示したものも「ポンチ絵」と呼ぶ。
また、官公庁で使用される文書において、文書の内容などを解りやすく単純な漫画のような絵で示したものも「ポンチ絵」と呼ぶ（「ものすごく複雑な絵のような何か」であることが笑い種にされるが、本来は解りやすいものである）。

## 漫画史におけるポンチ絵

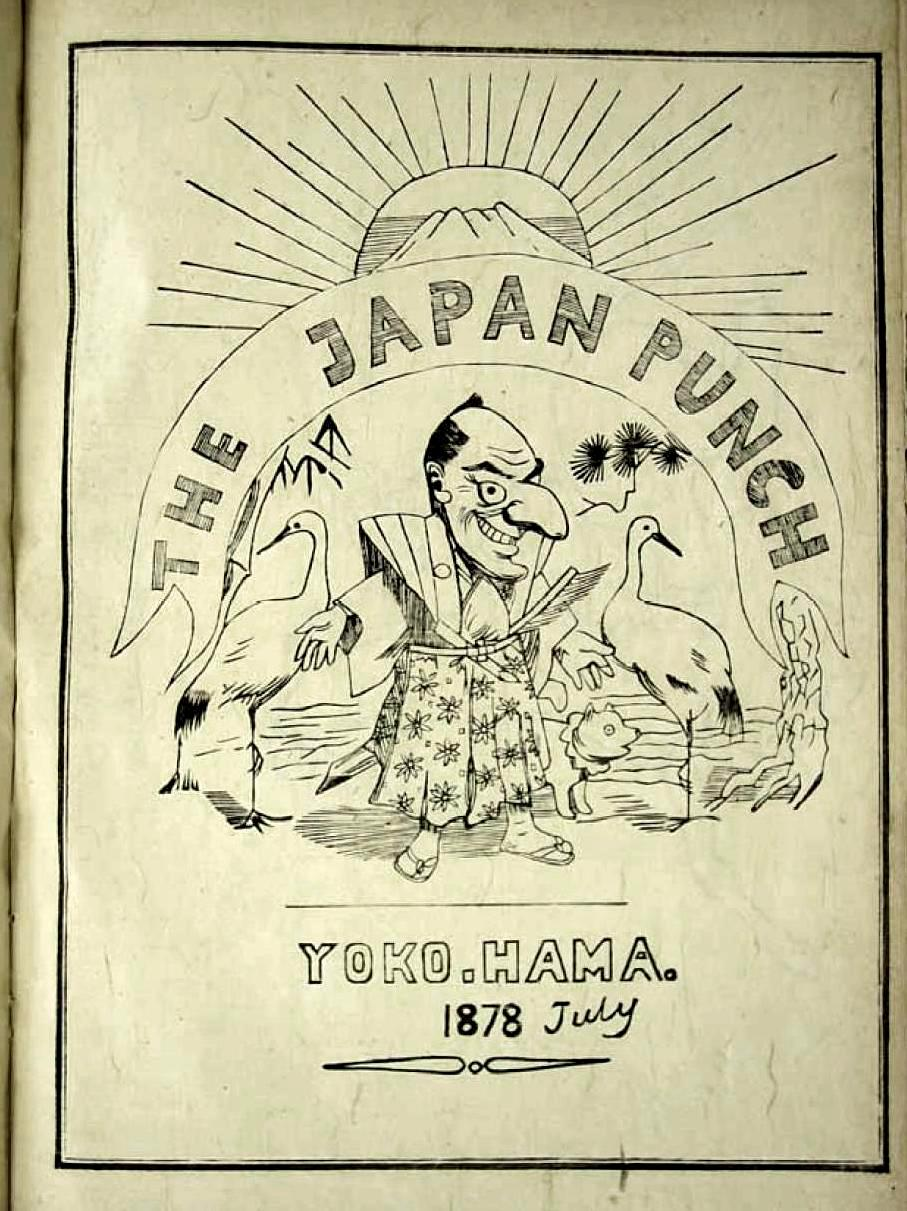
『ジャパン・パンチ』（1878年7月号）の表紙

1862年（文久2年）、イギリス人チャールズ・ワーグマンによって『ジャパン・パンチ』が創刊された。イギリスの風刺漫画雑誌『パンチ』に範を取った風刺漫画雑誌で、日本初の漫画雑誌とされる。当時横浜にあった外国人居留地の在住者向けに刊行され、居留地の日常や政治的話題などを面白く描き、情報誌としても役立つため人気を博した。この時期の代表的なクリエーターとしては、『ジャパン・パンチ』のワーグマンや、『トバエ』（1887年創刊）のジョルジュ・ビゴーなどがいる。ただしこれらは、当時の一般の日本人には縁のない雑誌だった（むしろ、挿絵が歴史の教科書に掲載されたことで現代人に知られている）。
1868年（慶応4年）、江戸に在住する佐幕派武士である福地源一郎が『江湖新聞』を創刊。その第2号（慶応4年閏4月発売）において、福地は『ジャパン・パンチ』に掲載された絵を再掲載して解説している。これが「ポンチ」の語の初出である。
文明開化期になると、『絵新聞日本地（えしんぶんにっポンチ）』（1874年創刊）や『團團珍聞』（1877年創刊）など、『ジャパン・パンチ』の影響を受けた日本人向けの風刺漫画雑誌が多数創刊された。中でも『團團珍聞』は特に人気を博し、これをまねたフォロワー誌も多数刊行された。『團團珍聞』では、チャールズ・ワーグマンに絵を習った小林清親が戯画錦絵の『清親ポンチ』シリーズを掲載した。この時期の代表的なクリエーターとしては、「絵新聞日本地」で挿絵を担当した河鍋暁斎や、『團團珍聞』や『二六新報』で挿絵を担当した田口米作、小林清親などがいる。
1905年（明治38年）、『東京パック』が創刊された。西洋のカートゥーンに影響を受けた、北沢楽天や今泉一瓢らの筆による同誌の絵は、旧来の「ポンチ」とは違って革新的で、人気を博した。明治末年にかけて『パック』のフォロワー誌が大量に刊行されるに及び、「ポンチ」という言葉は「パック」という言葉にかき消されていった。
もっとも、大正時代に入り、漫画に「コマ割り」「ストーリー」「キャラクター」など数々の映画的・革新的手法が導入されると、単なる「滑稽」を旨とする「パック式」の漫画はやはり古臭いものとなった。そのため、「ポンチ」と「パック」を区別せず、「ポンチ・パック」あるいは「ポンチ画」と呼ばれるようになった。一方で、新しい作風の漫画は「漫画」という用語で呼ばれるようになった。大正期から昭和初期にかけて活躍した漫画家の宮尾しげをによると、「ポンチ、パックが、あまりにも通俗的なので改称した」とのこと。
北沢や今泉らは、『東京パック』誌上において、今日の意味で言う「漫画」という用語を生み出した。当時すでに『北斎漫画』など「漫画」という用語じたいは存在したが、西洋の「cartoon」「comic」に相当する、現代で言う「漫画」の意味で初めて使ったのは彼らである。ただし『東京パック』の時代は、「漫画」の用語は普及しなかったらしい。1915年（大正4年）、岡本一平や北澤楽天らによって東京漫画会が結成され、旧来の「ポンチ絵」とは異なるものとして、「漫画」を普及する活動を行った。
大正期の代表的な漫画家である岡本一平は、「ポンチ画」呼ばわりされるのがかなり嫌だったらしく、「漫画家」として、漫画の地位向上のための活動を行った。その甲斐あって、岡本の『新漫画の描き方』（1928年）によると、「漫画はポンチ画と違う」という認識が、昭和初年には世間一般にも広まっていたようである。
「ポンチ絵」という用語は、戦後になってもしばらく漫画・イラストの古い言い方として残った。日本十進分類法（NDC）では、新訂7版（1961年）までは「726.1 ポンチ絵」として存在したが、新訂8版（1978年）でなくなった。
SFイラストレーターの真鍋博は、1983年当時、審議会などで自分のイラストを「ポンチ絵」呼ばわりする50代の偉い人がいたことを記している。1980年代の漫画家・イラストレーターにとっても屈辱的な呼び方であった。

## 工業製品の設計におけるポンチ絵

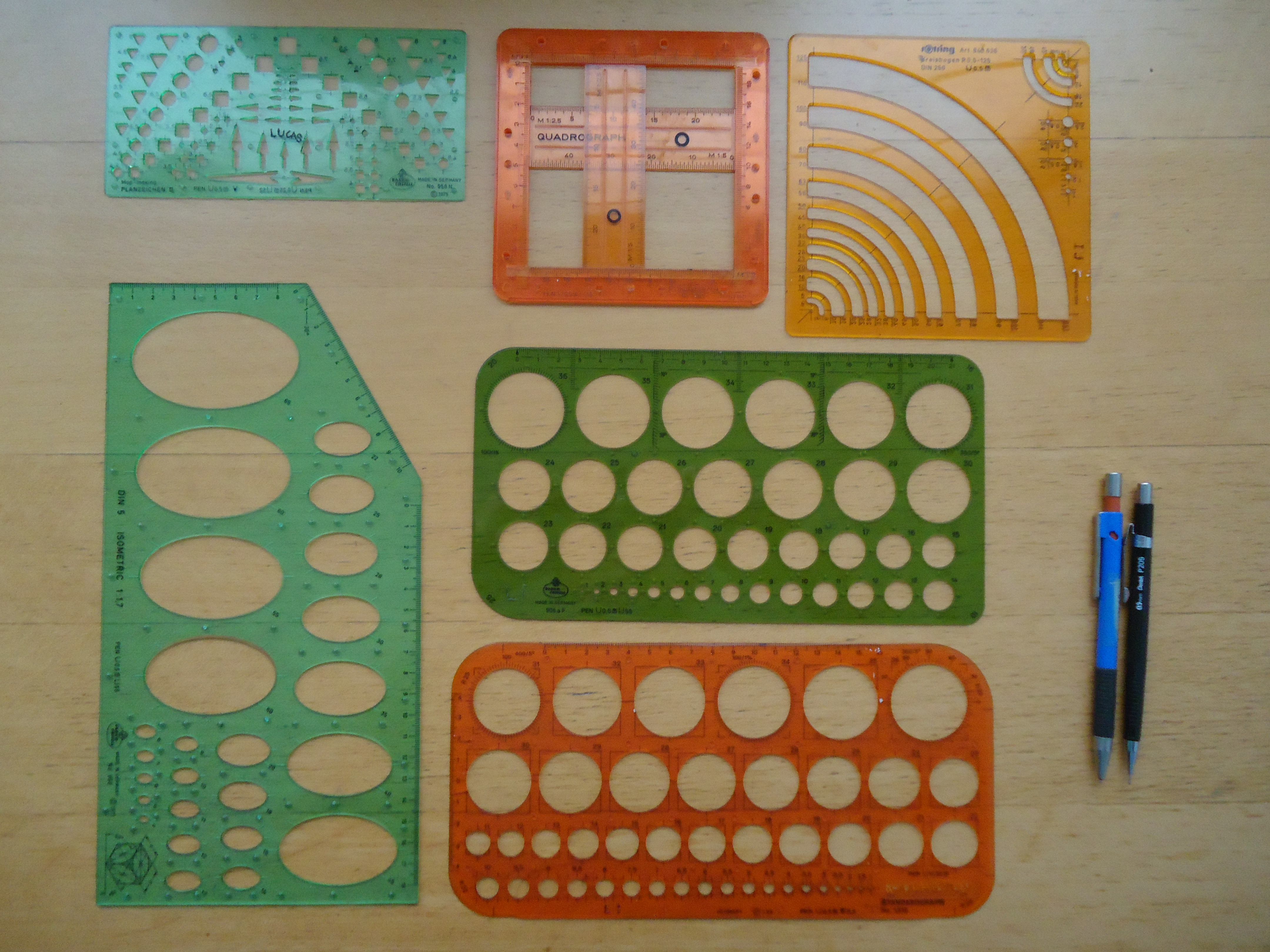
工業製品のポンチ絵は、テンプレート定規や製図ペンを使って綺麗に描く場合もあったが、基本的にフリーハンドで鉛筆書きだった

機械設計、工業製品の開発設計などにおいて、設計図の前段階として製作される概略図・構想図を、正式な図面ではない「落書き（スケッチ）」の意味合いで「ポンチ絵」と称する。工程としては、アイデアを練る→とりあえず図にする（ポンチ絵）→それをもとに再度アイデアを練る→再びポンチ絵を描く、を繰り返し、ポンチ絵の最終版をもとに図面を引く。ポンチ絵には簡易な手書きで製品の各部の説明や稼働する際の機能が書き加えられることも多く、見て解りやすいので、組織内部での説明や非公式の打ち合わせにしばしば用いられた。
『機械技術』（日刊工業新聞社）1960年7月号に「ポンチ絵のひとりごと」という、上田日本無線の工員によるポンチ絵のありがたさを称える文章が掲載されており、少なくともその時代には既に業界内で「ポンチ絵」と呼ばれ、現場でありがたがられていたらしい。正式な図面を見るより解りやすくて便利とのこと。そもそも、1955年当時の三菱電機研究所（現在の神戸製作所）の工員曰く、「研究者の図面は大体ポンチ絵に等しい図面で、図面通りにやったら出来ないものが往々ある」というのが現場の率直な意見である。
ポンチ絵の問題点として、描く人によって技能差があり、しかも工学的に不正確であった。1960年代になると「テクニカルイラストレーション」が日本に紹介され、アイソメトリック図法で描かれるなど、スマートなポンチ絵も登場した。富田素忠（元・第一陸軍航空技術研究所附の航空技術者で、九一式戦闘機の取扱説明書のポンチ絵を描いたら好評で、戦後米軍立川基地に勤務中にテクニカルイラストレーションに目覚めてテクニカルイラストレーターになった）が「富田T・I研究所」を設立し、「テクニカルイラストレーション」の普及に努めた。富田の『テクニカルイラストレーションの基礎画法』（1966年）では、道具としてロットリングのニードルペンや楕円定規などが紹介されている。しかし、コストと時間が問題で、計画変更があるたびにいちいちこのような道具を使って描き直すのは現実的ではなく、フリーハンドの方が早いので、1970年代半ばになっても普及は進まなかった。
1960年代以降に「コンピューター支援設計」(CAD)という考えが起こった。当初は装置が極めて高価で複雑だったので、普及しなかったが、1980年代になると、パソコンでグラフィカルユーザインタフェースを使って図面を引けるCADソフトが登場し、手元のパソコンでポンチ絵が描けるようになった。ただし、1987年に2D CADの「MICRO CADAM」でポンチ絵作成に挑戦したメーカーによると、当時の時点では「手書きの方が早い」「ポンチ絵には向かない」との評価だった。そのため、図面を引く前段階における「コンピュータ支援」は、2000年の時点では、まずアイデア出しと手書きのポンチ絵による試行錯誤を繰り返して形状を詳細化し、その形状をもとにコンピュータでシミュレーションを行う、という形で工程に組み込まれていた。
しかし、1990年代後半より3D CADの普及に伴い、手描きのポンチ絵を描かずに最初からCADを使うという人が徐々に増加した。1990年代当時、3DCADは極めて高価なのと、使い方を覚える必要があったので、導入が難しかったが、次第に低価格化し、特にいち早くWindows 95に対応したSolidWorks（1995年発売）などは標準価格985,000円と、100万円を切る激安価格で販売された。2000年代以降になるとSketchUpやFusion 360など無料の3DCADソフトすら登場した。学生でも使いこなせるほど簡単になり、入社前に学校でも教えるようになった。
こうして、設計においてポンチ絵は徐々に用いられなくなったが、コンピュータの使用は邪道であり昔ながらの手描きポンチ絵でこそ有用な設計ができると考える技術者もいる。

## 官公庁におけるポンチ絵

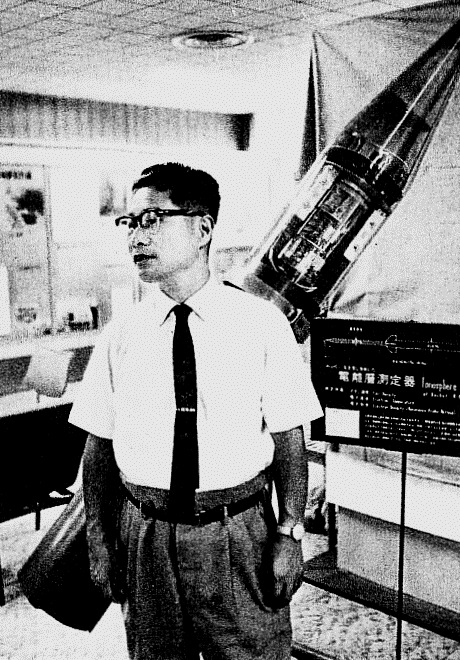
日本の組織工学の祖にして宇宙開発の父、糸川英夫。管理職にポンチ絵を描く能力を求めた

官公庁における「文書」において、事業や計画の概要を解りやすく示したり、内容を補足する目的で掲載される図を、「ポンチ絵」と称する。
元々は上記のごとく、技術者による手書きの図で、予算を獲得するために官公庁に提出する文書に添えられた絵だった。1950年代当時、すでに米国に存在したようで、日本初のロケットとなるペンシルロケットの開発に当たって通産省と文部省から1955年当時の金で560万円を引き出したロケット開発者の糸川英夫は、『ミニットマン・ミサイル : 驚異兵器をつくった人びと』（ロイ・ニール著、久住忠男 翻訳、1964年）を参照して、こう語っている。
糸川は、1967年より「組織工学研究所」を組織して自らの考えを広めた。糸川によると、専門家集団を束ねるプロフェッショナル・マネージャーに必要な能力とは、「1.自分の専門を忘れる」「2.迅速で正確な判断力」「3.想像力」「4.中立人間関係」「5.文章能力」「6.オーラル、口頭で伝えたいことを伝えられる」「7.グラフィック・エクスプレッション」の7つであるが、この「グラフィック・エクスプレッション」とは、「ポンチ絵を描く能力」である。つまり、「ポンチ絵」の概念は、1970年代には既に確立し、当時の日本では管理職にポンチ絵を描く能力が求められた。糸川は、官公庁へもたびたび出向いて講演を行った。
1990年代前半までのポンチ絵は、文字こそ写植であったものの、絵は製図ペンとテンプレートを使って描かれていた。考慮すべき要素を4象限マトリクスになるだけ入れ込んだポンチ絵や、産・学・官の利害関係者をなるだけ入れ込み、なおかつ産・学・官のそれぞれが対等であることを示すために円環でつながり、そこから矢印が出てさらなる次元に向かうポンチ絵などは、1980年代から1990年代前半には確立し、文書に散見されるが、手書きでは大きさや精度に限界があった。
1990年代後半以降、官公庁においても急速にオフィス・オートメーションが普及すると、Microsoft PowerPointなどのプレゼンテーションソフトウェアを使用して事業などの内容を図表化・図示化した資料のこともポンチ絵と称するようになった。トーンやグラデ、フルカラーさえ使えるようになった。文章に図画が添えられた従来の文書ではなく、図画が主体となった文書（「ポンチ絵」）は、従来の文書よりも分かりやすいものとして組織内の説明や審議会などの配布資料にも不可欠となり、中央省庁の官僚にとってポンチ絵の作成は基礎的かつ必須の技能となっている（なお、法的には文書、図画及び電磁的記録のことを「文書」というので、パワーポイントで作成した「ポンチ絵」も文書に含まれる）。
21世紀においても科学研究費助成事業をはじめとした競争的資金の申請においては、ポンチ絵の提出が盛んに求められており、ポンチ絵の出来栄えが申請の可否に大きく影響することも少なくない。
公文書は官僚制の帰結としてしばしば多義的・あいまいであったり、真意を覆い隠すための冗長な表現があったり、行間を読まなければ真意が分からないことが多いが、ポンチ絵も例外ではなく、理解を助けるための図表であるはずが複雑に組み合わされたテキストボックスや矢印により極めて晦渋な図となっていることも少なくない。
省庁ではGraphicの訳語として「ポンチ絵」と称するらしく、郵政省系の組織である電気通信振興会が1994年に発表した、米人による「インターネット」の説明の訳文において（当時、米国で普及しつつあったが、ほとんどの日本人は想像すらできず、説明が必要だった）、おそらくはGUI（Graphical User Interface）の訳として「ポンチ絵が表示されたインターフェース」としている。

## その他のポンチ絵
- 機械設計と同じく、建築設計でも構想段階のスケッチを「ポンチ絵」という。やはり同じく、建築CADの普及などにより死語となった。
- コンピュータのユーザインタフェースが直感的ではなかった1960年代までは（ディスプレイやキーボードを搭載せず、パンチカードやさん孔テープ、スイッチでの数値入力等を介してコンピュータとやり取りしていた）、プログラムをコンピュータに入力する前段階として、プログラム構造（現代で言うブロック図のようなもの）を手書きの図で描いており、これも「ポンチ絵」といった。1960年代当時のコンピュータのプログラムは「バッチ処理」が多く、直列的だったせいか、簡単な「ポンチ絵」が多かった[14]。オンラインシステムになると複雑化し、ポンチ絵では説明できなくなった。